# Acte sous signature privée en France

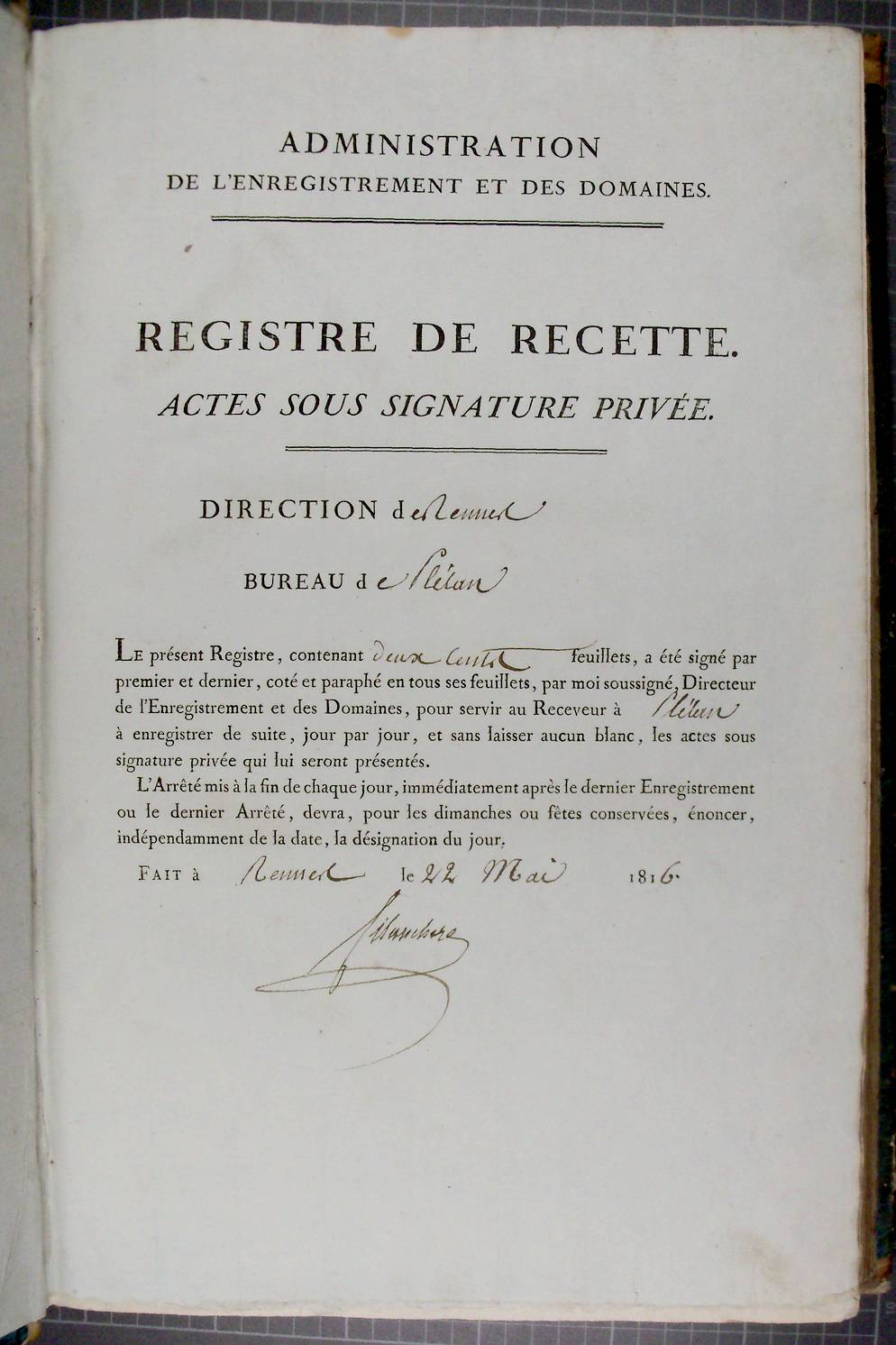
Administration de l'enregistrement et des domaines. Première page d'un registre de recettes des droits perçus en France sur les actes sous seing privé vers 1820.

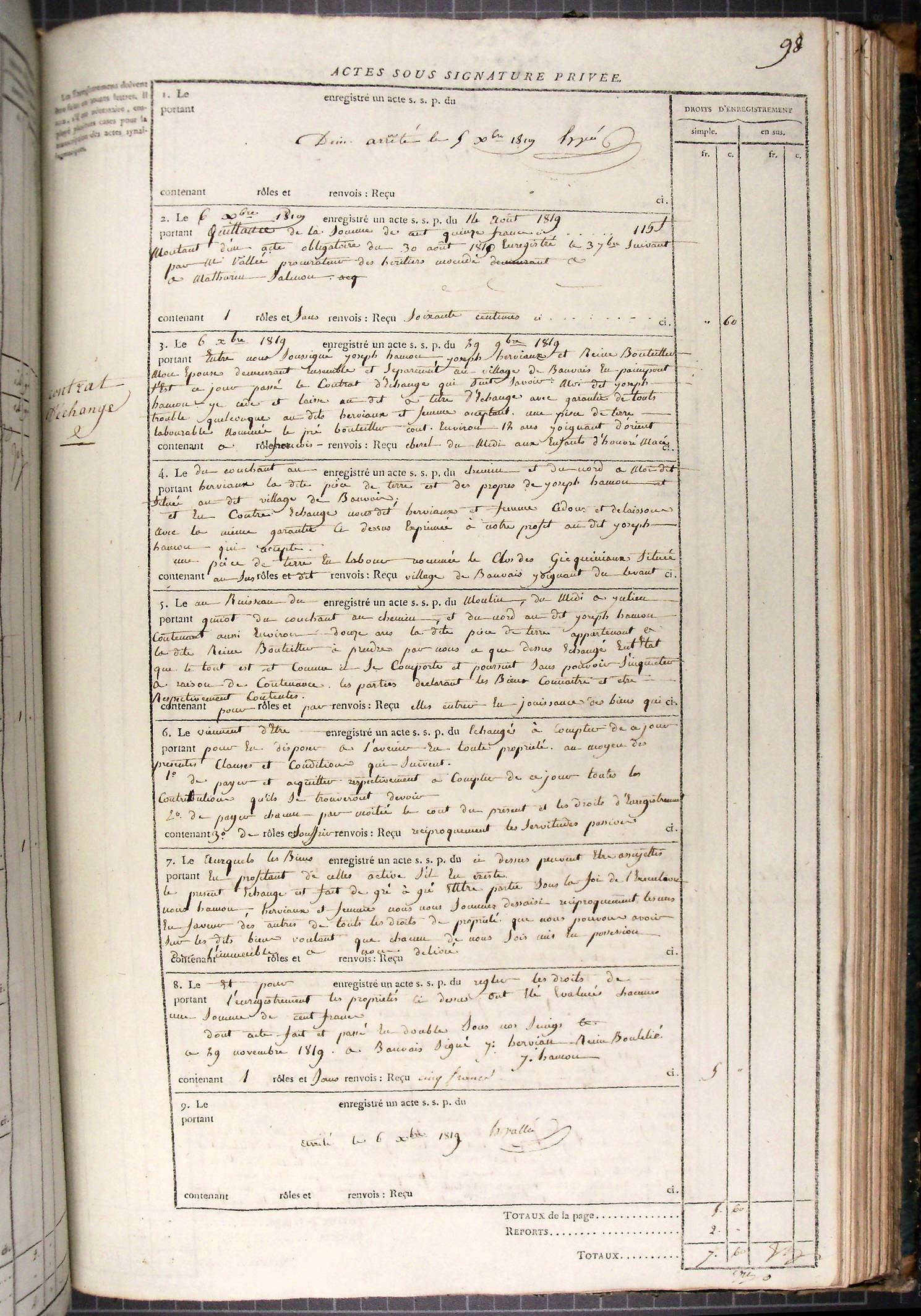
Transcription d'un acte d'échange de terres en 1819 dans les registres de l'Enregistrement ; les originaux, archives privées, sont souvent perdus.

Un acte sous signature privée ou acte sous seing privé est un acte juridique rédigé par les parties à l'acte ou par un tiers dès lors que celui-ci n'agit pas en tant qu'officier public (exemple : un avocat qui rédige un contrat).
Au contraire des actes authentiques les actes sous seing privé ne sont soumis à aucun formalisme sauf la signature. Depuis 2000, celle-ci peut être électronique.
Cependant certains actes sous seing privé sont soumis à quelques règles de formalités pour faciliter l'aménagement de la preuve et garantir une meilleure sécurité juridique.
- Les actes synallagmatiques (voir : contrat synallagmatique ou bilatéral) sont soumis à l'exigence de l'original multiple[2]. Chaque partie ayant un intérêt distinct doit avoir un exemplaire de l'acte. Sur chacun de ces actes doivent apparaître autant de signatures que de parties à l'acte ainsi que la mention du nombre d'originaux qui ont été établis. Cette dernière formalité permet par exemple au juge en cas de contentieux de savoir si d'autres exemplaires sont disponibles afin de vérifier l'intégrité de la copie qu'il a en sa possession.
La sanction de l'irrespect de cette formalité est la nullité de l'écrit comme moyen de preuve : l'acte va donc voir sa force probante réduite, il vaudra toutefois commencement de preuve par écrit[3].

- Les actes unilatéraux constatant par exemple une promesse unilatérale de somme d'argent ou de choses fongibles. Outre la signature des parties à l'acte, il faut que la quantité ou que la somme due soit écrite de la main de celui qui s'engage[4], permettant de garantir l'intégrité de l'acte (la modification ultérieure par le créancier sera difficile).
- D'autres contrats définis dans le code civil tel le contrat de bail, les testaments olographes peuvent faire également l'objet d'un formalisme particulier.

Plusieurs types de documents qui peuvent être réalisés en forme d'acte sous seing privé. 
Voici une liste non exhaustive de ces documents : 
- le testament, il existe deux types de testament sous forme d'acte sous seing privé, il s'agit du testament olographe et du testament mystique ;
- la reconnaissance de dette ;
- les contrats de ventes ou de location.

## Force probante des actes sous-seing privé

### L'acte sous seing privé «simple»
L'acte sous-seing privé ne fait pas foi comme l'acte authentique qui est rédigé par un officier public ou une autorité publique. La preuve contraire peut être établie.
- En ce qui concerne son origine, celle-ci n'est pas certaine. Il est possible de contester l'auteur de l'acte.
- Le contenu fait foi tant que la preuve contraire n'est pas apportée. Comme ci-dessus une expertise en écritures est possible.
- La date apposée sur l'acte fait foi entre les parties à celui-ci. Mais à l'égard des tiers le régime est différent car il peut y avoir un risque de fraude (possibilité d'antidater l'acte ; exemple : lors d'une promesse unilatérale de vente).

Certaines règles permettent de donner une date certaine à un acte sous seing privé.
Attention, les testaments rédigés sous seing privé, testament olographe et testament mystique, peuvent cependant être authentifiés. Ils peuvent, en effet, être enregistrés par un notaire dans le fichier central des dispositions de dernières volontés.

### L'acte sous seing privé contresigné par un avocat
L'acte d'avocat qui est une catégorie particulière d'acte sous seing privé, est contresigné par un avocat, avec des conséquences qui permettent de renforcer la valeur probante de l'acte en question, sans avoir à recourir au formalisme et à la lourdeur de l'acte notarié : 
- l'avocat, par sa signature, certifie avoir informé la partie ou les parties qu'il assiste des conséquences juridiques de l'acte ;
- l'acte contresigné par un avocat, comme l'acte notarié, dispense de toute autre mention et notamment des fastidieuses « pages d'écritures » pour les engagements de caution, notamment parce que la partie a été informée spécifiquement des conséquences ;
- l'acte fait foi de l'écriture et de la signature des parties, ce qui rend difficile leur remise en cause ultérieure par une partie de mauvaise foi ou par un tiers, eu égard aux exigences de la procédure spécifique d'inscription de faux.

La contestation de l'acte, dès qu'il est contresigné par un avocat, renforce donc notablement l'acte sous seing privé.